# Lueng Satu
Lueng Satu is een bestuurslaag in het regentschap Aceh Timur van de provincie Atjeh, Indonesië. Lueng Satu telt 2011 inwoners (volkstelling 2010).